# 16062 Buncher
16062 Buncher (1999 NR36) là một tiểu hành tinh vành đai chính được phát hiện ngày 14 tháng 7 năm 1999 bởi nhóm nghiên cứu tiểu hành tinh gần Trái Đất phòng thí nghiệm Lincoln ở Socorro.